# گونیا و پرگار

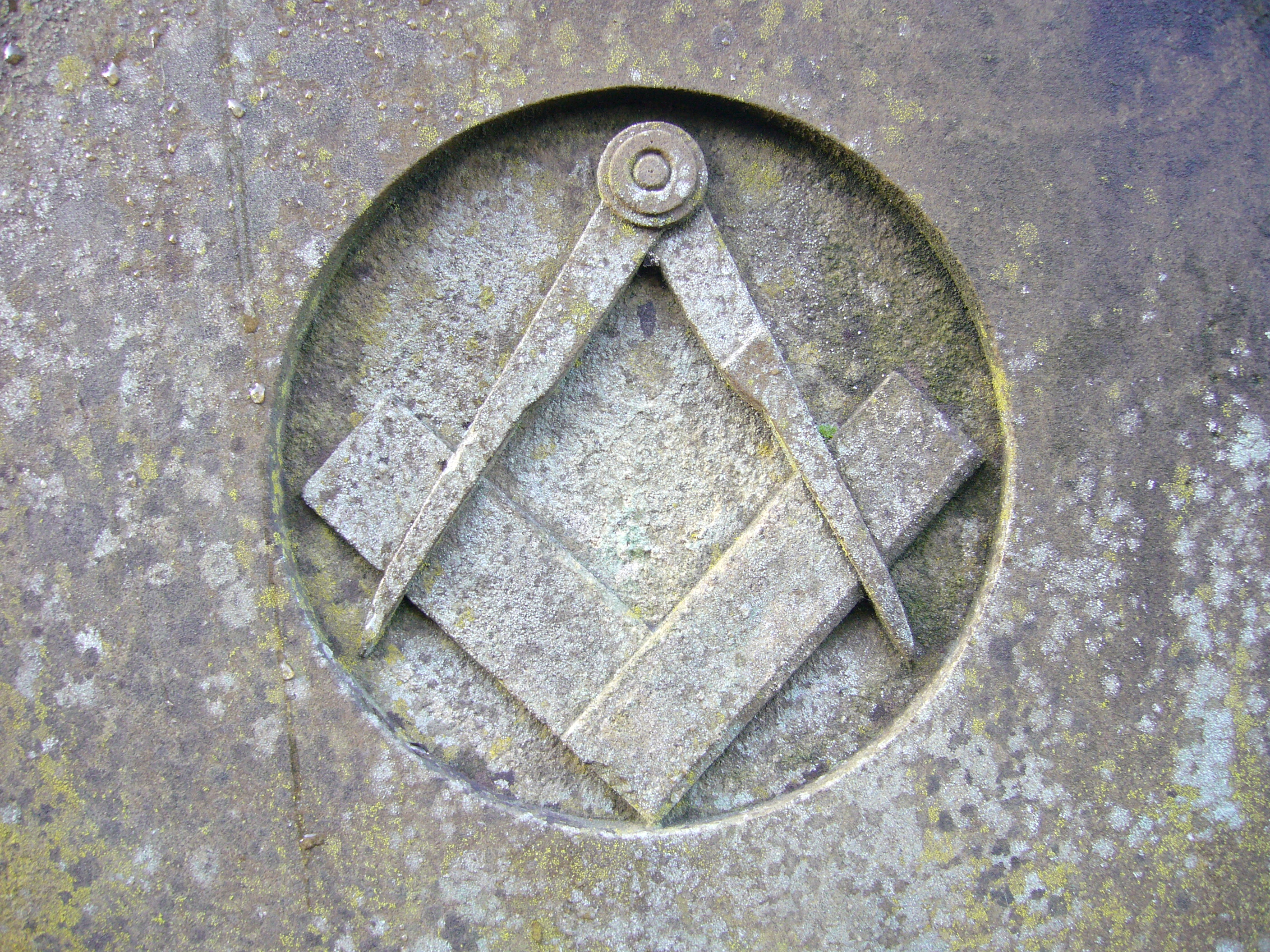
گونیا و پرگار حک شده بر یک سنگ‌بنا در انگلستان

گونیا و پرگار (به انگلیسی: Square and Compasses) یا گونیا و پرگار روی هم قرار گرفته اصلی‌ترین نشانه فراماسونری است. هم گونیا و هم پرگار دو ابزار بنایی و معماری است که در مراسم ماسونی به عنوان نمادهای آموزشی مورد استفاده قرار می‌گیرد. در برخی از لژهای فراماسونری این دو ابزار به عنوان نمادی برای آموزش رفتار افراد در آداب و رسوم ماسونی بکار گرفته می‌شود. مالکوم سی دانکن (به انگلیسی: Malcom C. Duncan) در کتاب خود با عنوان Duncan's Masonic Ritual and Monitor که در سال ۱۸۶۶ به چاپ رسیده دربارهٔ گونیا و پرگار نوشته‌است که: این گونیا، گونیایی است بر کردار ما و پرگار، محدود کننده ما در حریم انسانها. با این حال در فراماسونری غیر جزمی، هیچ تفسیر کلی برای این نماد، و دیگر نمادهای ماسونی وجود ندارد.

## حرف "G"
اغلب در میان گونیا و پرگار حرف G موجود در الفبای زبان انگلیسی به چشم می‌خورد که تفسیرهای متعددی از معنای آن وجود دارد، اما تفسیر کلی پذیرفته شده دربارهٔ حرف G اشاره به کلمه God به معنای پروردگار است.در مواردی هم از حرف G با عنوان نماد Geometry یا هندسه به عنوان علم روبنایی فراماسونری یاد شده‌ است.

## تعریف آلبرت پایک از گونیا و پرگار
آلبرت پایک، فراماسون مشهور آمریکایی، در کتاب خود با عنوان "اخلاقیات و تعصبات" می نویسد: «گونیا نماد زمین است. این شکل دوگانه (زن و مرد) نماد طبیعت دوگانه ای است که از دوران باستان به خداوند گفته می‌شد و مفهوم مولد تولیدکننده یا همان برهما و مایا نزد آریایی ها و اُزیریس و ایزیس نزد مصریان را دارد؛ مانند خورشید که مذکر است و ماه مؤنث.» 

## استفاده غیر ماسونی از نماد گونیا و پرگار
نماد گونیا و پرگار به دلیل ماهیت و وجودشان با قدری تغییر یا افزودن مؤلفه‌های تازه به صورت تجاری یا فرهنگی از سوی گروه‌ها و سازمانهای غیر ماسونی همچون مدارس، باشگاه‌های ورزشی و شرکت‌های تجاری در نقاط مختلف جهان مورد استفاده قرار گرفته‌است.